# Coupe Memorial 2023
Navigation
Édition précédente Édition suivante
L'édition 2023 de la Coupe Memorial aura lieu à Kamloops, dans la province de la Colombie-Britannique au Canada. Elle regroupe les champions de chacune des divisions de la Ligue canadienne de hockey (LCH), soit la Ligue de hockey junior majeur du Québec (LHJMQ), la Ligue de hockey de l'Ontario (LHO) et la Ligue de hockey de l'Ouest (LHOu).

## Formule du tournoi
Pour le tour préliminaire, les quatre équipes participantes sont rassemblées dans une poule unique où elles s'affrontent toutes une fois. Une victoire rapporte 2 points tandis qu'une défaite n'en donne aucun. L'attribution des points reste la même que la rencontre se décide dans le temps réglementaire ou en prolongations. Le premier se qualifie directement pour la finale tandis que le deuxième et le troisième joue une demi-finale pour déterminer la seconde équipe finaliste.
Dans le cas où les deux derniers sont à égalité de points, un match d'élimination est joué pour déterminer l'équipe demi-finaliste. Si trois équipes sont à égalité pour les deux places en demi-finale, les nombres de buts inscrits et encaissés lors des rencontres entre les équipes concernées sont additionnés et divisés par le nombre de buts inscrits. L'équipe possédant le plus grand pourcentage se qualifie pour la demi-finale tandis que les deux autres joue un match d'élimination. S'il y a toujours égalité, les buts inscrits et encaissés lors de la rencontre contre le premier du classement sont alors pris en compte.
Dans le cas où les deux premiers sont à égalité de points, le vainqueur de la rencontre les ayant opposés se qualifie pour la finale. Si les trois premiers du classement sont à égalité, les nombres de buts inscrits et encaissés lors des rencontres entre les équipes concernées sont additionnés et divisés par le nombre de buts inscrits. L'équipe possédant le plus grand pourcentage se qualifie pour la finale tandis que les deux autres joue la demi-finale. S'il y a toujours égalité, les buts inscrits et encaissés lors de la rencontre contre le dernier du classement sont alors pris en compte.

## Effectifs
Voici la liste des joueurs représentant chaque équipe :

## Résultats

### Classement
| Clt   | Équipe                  | Ligue  | PJ | V | VP | D | DP | BP | BC | Pts |
| ----- | ----------------------- | ------ | -- | - | -- | - | -- | -- | -- | --- |
| +001, | Remparts de Québec      | LHJMQ  | 3  | 2 | 0  | 1 | 0  | 13 | 8  | 4   |
| +002, | Thunderbirds de Seattle | LHOu   | 3  | 2 | 0  | 1 | 0  | 13 | 7  | 4   |
| +003, | Blazers de Kamloops     | LHOu H | 3  | 1 | 0  | 2 | 0  | 14 | 16 | 2   |
| +004, | Petes de Peterborough   | LHO    | 3  | 1 | 0  | 2 | 0  | 9  | 18 | 2   |

- Équipe directement qualifiée pour la finale
- Équipe qualifiée pour la demi-finale
- Équipes qualifiées pour le bris d'égalité

### Ronde préliminaire
| 26 mai 2023 | Blazers de Kamloops | 3-8 (1-1, 1-4, 1-3) | Remparts de Québec | Sandman Centre |

| Feuille de match | Feuille de match                                                                             | Feuille de match                            | Feuille de match | Feuille de match                                                    |
| ---------------- | -------------------------------------------------------------------------------------------- | ------------------------------------------- | --- | ------------------------------------------------------------------- |
|                  | Caedan Bankier — 16 min 40 s (SN) Daylan Kuefler — 16 min 11 s Matthew Seminoff — 4 min 30 s | 0-1 1-1 1-2 1-3 1-4 1-5 2-5 3-5 3-6 3-7 3-8 | James Malatesta — 7 min 36 s James Malatesta — 1 min 5 s Nathan Gaucher — 3 min 7 s Théo Rochette — 5 min 42 s (SN) Kassim Gaudet — 15 min 20 s Kassim Gaudet — 9 min 19 s (IN) Zachary Bolduc — 1 min 33 s James Malatesta — 15 min 35 s | Arbitrage : Steve Papp, Simon Tartre Chad Huseby, Nathan Van Oosten |
| Dylan Ernst      | Gardiens                                                                                     | William Rousseau                            | | Arbitrage : Steve Papp, Simon Tartre Chad Huseby, Nathan Van Oosten |
| 2 min            | Pénalités                                                                                    | 14 min                                      | | Arbitrage : Steve Papp, Simon Tartre Chad Huseby, Nathan Van Oosten |
| 31               | Tirs                                                                                         | 33                                          | | Arbitrage : Steve Papp, Simon Tartre Chad Huseby, Nathan Van Oosten |

| 27 mai 2023 | Petes de Peterborough | 3-6 (1-0, 1-2, 1-4) | Thunderbirds de Seattle | Sandman Centre |

| Feuille de match | Feuille de match                                                               | Feuille de match                    | Feuille de match | Feuille de match                                                           |
| ---------------- | ------------------------------------------------------------------------------ | ----------------------------------- | --- | -------------------------------------------------------------------------- |
|                  | J. R. Avon — 1 min 24 s Owen Beck — 15 min 53 s Avery Hayes — 13 min 56 s (SN) | 1-0 1-1 2-1 2-2 2-3 2-4 3-4 3-5 3-6 | Lucas Ciona — 39 s Kyle Crnkovic — 16 min 45 s Kyle Crnkovic — 10 min Nolan Allan — 11 min 22 s Jordan Gustafson — 16 min 45 s Kyle Crnkovic — 18 min 26 s (IN + CV) | Arbitrage : Chris Crich, Simon Tartre Nathan Van Oosten, Maxime Desjardins |
| Michael Simpson  | Gardiens                                                                       | Thomas Milic                        | | Arbitrage : Chris Crich, Simon Tartre Nathan Van Oosten, Maxime Desjardins |
| 4 min            | Pénalités                                                                      | 4 min                               | | Arbitrage : Chris Crich, Simon Tartre Nathan Van Oosten, Maxime Desjardins |
| 26               | Tirs                                                                           | 39                                  | | Arbitrage : Chris Crich, Simon Tartre Nathan Van Oosten, Maxime Desjardins |

| 28 mai 2023 | Petes de Peterborough | 2-10 (0-3, 1-4, 1-3) | Blazers de Kamloops | Sandman Centre |

| Feuille de match | Feuille de match                                          | Feuille de match                                        | Feuille de match | Feuille de match                                                           |
| ---------------- | --------------------------------------------------------- | ------------------------------------------------------- | --- | -------------------------------------------------------------------------- |
|                  | Avery Hayes — 15 min 34 s (SN) Quinton Pagé — 19 min 37 s | 0-1 0-2 0-3 0-4 0-5 0-6 0-7 1-7 1-8 1-9 1-10 2-10       | Ryan Michael — 5 min 14 s Fraser Minten — 9 min 8 s (SN) Ashton Ferster — 13 min 18 s Matthew Seminoff — 35 s (SN) Dylan Sydor — 3 min 1 s Logan Stankoven — 4 min 17 s Jakub Demek — 8 min 17 s (SN) Connor Levis — 1 min 55 s Matthew Seminoff — 8 min 10 s (SN) Ryan Hofer — 12 min 49 s | Arbitrage : Chris Crich, Simon Tartre Nathan Van Oosten, Maxime Desjardins |
| Dylan Ernst      | Gardiens                                                  | Michael Simpson (23 min 1 s) Liam Sztuska (36 min 59 s) | | Arbitrage : Chris Crich, Simon Tartre Nathan Van Oosten, Maxime Desjardins |
| 25 min           | Pénalités                                                 | 19 min                                                  | | Arbitrage : Chris Crich, Simon Tartre Nathan Van Oosten, Maxime Desjardins |
| 38               | Tirs                                                      | 36                                                      | | Arbitrage : Chris Crich, Simon Tartre Nathan Van Oosten, Maxime Desjardins |

| 29 mai 2023 | Remparts de Québec | 3-1 (1-0, 0-0, 2-1) | Thunderbirds de Seattle | Sandman Centre |

| Feuille de match | Feuille de match                                                                   | Feuille de match | Feuille de match          | Feuille de match                                              |
| ---------------- | ---------------------------------------------------------------------------------- | ---------------- | ------------------------- | ------------------------------------------------------------- |
|                  | Théo Rochette — 54 s Théo Rochette — 16 min 55 s Charle Truchon — 19 min 42 s (CV) | 1-0 2-0 2-1 3-1  | Nolan Allan — 17 min 38 s | Arbitrage : Steve Papp, Dave Lewis Ron Dietterle, Chad Huseby |
| William Rousseau | Gardiens                                                                           | Thomas Milic     |                           | Arbitrage : Steve Papp, Dave Lewis Ron Dietterle, Chad Huseby |
| 4 min            | Pénalités                                                                          | 6 min            |                           | Arbitrage : Steve Papp, Dave Lewis Ron Dietterle, Chad Huseby |
| 21               | Tirs                                                                               | 36               |                           | Arbitrage : Steve Papp, Dave Lewis Ron Dietterle, Chad Huseby |

| 30 mai 2023 | Remparts de Québec | 2-4 (0-0, 2-3, 0-1) | Petes de Peterborough | Sandman Centre |

| Feuille de match                                          | Feuille de match                                           | Feuille de match        | Feuille de match                                                                                            | Feuille de match                                                       |
| --------------------------------------------------------- | ---------------------------------------------------------- | ----------------------- | --- | ---------------------------------------------------------------------- |
|                                                           | James Malatesta — 13 min 36 s Nathan Gaucher — 15 min 34 s | 0-1 0-2 1-2 1-3 2-3 2-4 | Tucker Robertson — 9 min 3 s J. R. Avon — 11 min 36 s Avery Hayes — 15 min 7 s Connor Lockhart — 3 min 37 s | Arbitrage : Dave Lewis, Simon Tartre Brian Birkhoff, Maxime Desjardins |
| William Rousseau (43 min 37 s) Liam Sztuska (13 min 47 s) | Gardiens                                                   | Michael Simpson         | | Arbitrage : Dave Lewis, Simon Tartre Brian Birkhoff, Maxime Desjardins |
| 8 min                                                     | Pénalités                                                  | 2 min                   | | Arbitrage : Dave Lewis, Simon Tartre Brian Birkhoff, Maxime Desjardins |
| 28                                                        | Tirs                                                       | 36                      | | Arbitrage : Dave Lewis, Simon Tartre Brian Birkhoff, Maxime Desjardins |

| 31 mai 2023 | Thunderbirds de Seattle | 6-1 (1-1, 2-0, 3-0) | Blazers de Kamloops | Sandman Centre |

| Feuille de match | Feuille de match | Feuille de match            | Feuille de match         | Feuille de match                                                   |
| ---------------- | --- | --------------------------- | ------------------------ | ------------------------------------------------------------------ |
|                  | Lucas Ciona — 4 min 2 s Jared Davidson — 6 min 39 s (SN) Jordan Gustafson — 6 min 47 s Kyle Crnkovic — 5 min 33 s Luke Prokop — 6 min 37 s Colton Dach — 14 min 28 s | 1-0 1-1 2-1 3-1 4-1 5-1 6-1 | Ryan Hofer — 10 min 50 s | Arbitrage : Chris Crich, Steve Papp Chad Huseby, Nathan Van Oosten |
| Thomas Milic     | Gardiens | Dylan Ernst                 |                          | Arbitrage : Chris Crich, Steve Papp Chad Huseby, Nathan Van Oosten |
| 8 min            | Pénalités | 6 min                       |                          | Arbitrage : Chris Crich, Steve Papp Chad Huseby, Nathan Van Oosten |
| 42               | Tirs | 31                          |                          | Arbitrage : Chris Crich, Steve Papp Chad Huseby, Nathan Van Oosten |

### Phase finale

#### Bris d'égalité
| 1 juin 2023 | Blazers de Kamloops | 4-5 (pr) (3-1, 3-0, 0-0, 0-1) | Petes de Peterborough | Sandman Centre |

| Feuille de match | Feuille de match | Feuille de match                    | Feuille de match | Feuille de match                                                    |
| ---------------- | --- | ----------------------------------- | --- | ------------------------------------------------------------------- |
|                  | Logan Stankoven — 11 min 19 s Olen Zellweger — 12 min 45 s (SN) Harrison Brunicke — 17 min 33 s Logan Bairos — 4 min 23 s | 0-1 1-1 2-1 3-1 4-1 4-2 4-3 4-4 4-5 | Connor Lockhart — 7 min 52 s Brennan Othmann — 7 min 50 s Samuel Mayer — 17 min 37 s (SN) Brian Zanetti — 18 min 50 s J. R. Avon — 10 min 54 s | Arbitrage : Chris Crich, Simon Tartre Brian Birkhoff, Ron Dietterle |
| Dylan Ernst      | Gardiens | Michael Simpson                     | | Arbitrage : Chris Crich, Simon Tartre Brian Birkhoff, Ron Dietterle |
| 23 min           | Pénalités | 11 min                              | | Arbitrage : Chris Crich, Simon Tartre Brian Birkhoff, Ron Dietterle |
| 47               | Tirs | 30                                  | | Arbitrage : Chris Crich, Simon Tartre Brian Birkhoff, Ron Dietterle |

#### Demi-finale
| 2 juin 2023 | Thunderbirds de Seattle | 4-1 (0-0, 1-0, 3-1) | Petes de Peterborough | Sandman Centre |

| Feuille de match | Feuille de match                                                                                                | Feuille de match    | Feuille de match             | Feuille de match                                                     |
| ---------------- | --- | ------------------- | ---------------------------- | -------------------------------------------------------------------- |
|                  | Brad Lambert — 15 min 32 s Colton Dach — 1 min 28 s Kyle Crnkovic — 9 min 33 s Nico Myatovic — 17 min 51 s (CV) | 1-0 2-0 2-1 3-1 4-1 | Brennan Othmann — 2 min 41 s | Arbitrage : Steve Papp, Dave Lewis Brian Birkhoff, Maxime Desjardins |
| Thomas Milic     | Gardiens | Michael Simpson     |                              | Arbitrage : Steve Papp, Dave Lewis Brian Birkhoff, Maxime Desjardins |
| 4 min            | Pénalités | 8 min               |                              | Arbitrage : Steve Papp, Dave Lewis Brian Birkhoff, Maxime Desjardins |
| 47               | Tirs | 28                  |                              | Arbitrage : Steve Papp, Dave Lewis Brian Birkhoff, Maxime Desjardins |

#### Finale
| 4 juin 2023 | Remparts de Québec | 5-0 (1-0, 1-0, 3-0) | Thunderbirds de Seattle | Sandman Centre |

| Feuille de match | Feuille de match | Feuille de match    | Feuille de match | Feuille de match                                                   |
| ---------------- | --- | ------------------- | ---------------- | ------------------------------------------------------------------ |
|                  | Vsevolod Komarov — 6 min 31 s James Malatesta — 8 min 50 s Kassim Gaudet — 12 min 21 s (IN) Zachary Bolduc — 15 min 56 s (SN) Charles Savoie — 17 min 55 s | 1-0 2-0 3-0 4-0 5-0 |                  | Arbitrage : Chris Crich, Steve Papp Chad Huseby, Nathan Van Oosten |
| William Rousseau | Gardiens | Thomas Milic        |                  | Arbitrage : Chris Crich, Steve Papp Chad Huseby, Nathan Van Oosten |
| 10 min           | Pénalités | 18 min              |                  | Arbitrage : Chris Crich, Steve Papp Chad Huseby, Nathan Van Oosten |
| 35               | Tirs | 32                  |                  | Arbitrage : Chris Crich, Steve Papp Chad Huseby, Nathan Van Oosten |

## Honneurs individuels
Cette section présente les meilleurs joueurs du tournoi.

### Trophées
- Trophée Stafford-Smythe (meilleur joueur) : James Malatesta, Remparts de Québec
- Trophée George-Parsons (meilleur esprit sportif) : Logan Stankoven, Blazers de Kamloops
- Trophée Hap-Emms (meilleur gardien) : William Rousseau, Ramparts de Québec
- Trophée Ed-Chynoweth (meilleur buteur) : Logan Stankoven, Blazers de Kamloops

### Équipe d'étoiles
- Gardien : William Rousseau, Remparts de Québec
- Défenseurs : Olen Zellweger (Blazers de Kamloops) et Nolan Allan (Thunderbirds de Seattle)
- Attaquants : James Malatesta (Remparts de Québec), Kyle Crnkovic (Thunderbirds de Seattle) et Théo Rochette (Remparts de Québec)

## Diffuseurs
- Canada : TSN, RDS
- États-Unis : NHL Network

### Feuilles de match
Les feuilles de match sont issues du site officiel en français de la Coupe Memorial : Site officiel.
1. ↑  Kamloops-Québec
2. ↑  Peterborough-Seattle
3. ↑  Peterborough-Kamloops
4. ↑  Québec-Seattle
5. ↑  Québec-Peterborough
6. ↑  Seattle-Kamloops
7. ↑  Kamloops-Peterborough
8. ↑  Seattle-Peterborough
9. ↑  Québec-Seattle